# أهل بني ذيبان (يافع)
بني ذيبان هي إحدى قرى عزلة لبعوس بمديرية يافع التابعة لمحافظة لحج، واشهر ماروي في نسبهم هو انه ينتسبون للقبيلة ذاتها ذيبان في شبوة، التي هاجرو حينها الى يافع ،بلغ تعداد سكانها 156 نسمة حسب تعداد اليمن لعام 2004.ويعتقد انه زاد تعدادها في السنوات الاخيره ازديادًا ملحوظًا 